# 浦口鉄男
浦口 鉄男（うらぐち てつお、1906年（明治39年）1月12日 - 2005年（平成17年）4月2日）は、北海道出身の政治家（衆議院議員）、実業家、右翼活動家。衆議院当選1回。父は浦口亀太郎。

## 経歴
1925年、北海道庁立小樽商業学校（のち北海道小樽商業高等学校）卒。日本銀行小樽支店、東邦火災保険（のち日動火災保険、現・東京海上日動火災保険）に勤務し、『漫画タイムス』を創刊し、社長となる。八紘社常任監査役、日本滑石工業取締役を務める。
立憲養正會公認で1946年の第22回総選挙に北海道1区（大選挙区制限連記制）、1947年の第23回総選挙に北海道1区から立候補するがいずれも次点落選。1949年の第24回総選挙で初当選。立憲養正會唯一の当選者だったので、他のミニ政党などと院内会派「公正倶楽部」、次いで「第三倶楽部」を組織した。
国会では基本的に野党として行動。議長指名では自分に投票し、首班指名では白票を投じた。1950年3月8日の外務委員会では、北方領土は日本固有の領土であるのに、ロシヤ（ソ連）によって住民が追われたのはおかしいと追及。また、破壊活動防止法には原案は棄権、修正可決された案には反対票を投じた。
1952年の第25回総選挙で落選し、政界引退。その後、立憲養正會は国政選挙において当選者を出していない。
1989年〜1997年、札幌彫刻美術館友の会会長。晩年は日本船舶振興会の元老を務めていた。
このほか北海道オブラート工業社長、共同信用組合常任理事、札幌中央卸売市場開設運営協議会会長などを務めた。
2005年4月2日、札幌市中央区の病院で死去した。